# Eau pétillante Bubly
 (janvier 2025).
Bubly Sparkling Water, ou simplement Bubly, est une gamme d'eau pétillante aromatisée distribuée par PepsiCo. La distribution du produit a débuté en février 2018, avec huit saveurs introduites dans le cadre de la gamme initiale. La marque vise à concurrencer sur le marché croissant des alternatives plus saines aux boissons gazeuses traditionnelles, principalement face à d'autres marques d'eau pétillante telles que La Croix.

## Produit
Bubly est disponible à l'achat en format de 12 oz. canettes ou 20 oz. bouteilles, avec un emballage contenant un message personnel sur la bouteille et un message de bienvenue imprimé sur la languette ou le bouchon. Toutes les variétés de Bubly sont sans sucre et ne contiennent aucun édulcorant artificiel, composées uniquement d'eau pétillante et d'arômes naturels,. La gamme initiale de Bubly comprenait des parfums de citron, de citron vert, d'orange, de pamplemousse, de fraise, de pomme, de mangue et de cerise. Cependant, la marque s'est depuis élargie pour inclure des variétés de mûre, de pêche, de framboise, de canneberge, d'ananas, de fruit de la passion, de pastèque, de noix de Coco-Ananas, de Myrtille-Grenade, de pêche blanche-gingembre. Une version sans saveur, sous le nom de « Justbubly », est également disponible.
En 2021, une gamme de boissons à base d'eau pétillante caféinée a été lancée sous le nom de bubly bounce, chacune contenant 35 mg de caféine. Bubly Bounce est produit dans les variétés mangue-fruit de la passion, myrtille-grenade, triple baie, agrumes-cerise et orange sanguine-pamplemousse. En 2022, Bubly a lancé la saveur Belini Bliss en édition limitée, sa première offre de mocktail. En 2023, Bubly a lancé une gamme d'eaux pétillantes inspirées des desserts, comprenant des saveurs de crème d'orange, de tarte au citron vert et de sorbet au citron.
En mars 2024, PepsiCo a lancé une nouvelle gamme de boissons Bubly Burst, qui contient des jus de fruits offrant une saveur et une couleur plus fortes que leurs homologues classiques. Contrairement à la gamme Bubly standard, les boissons éclatées ne sont disponibles que dans des bouteilles en plastique de 16,9 oz.

## Disponibilité
Bubly a été lancé pour la première fois aux États-Unis et au Canada en février 2018. En mai 2023, PepsiCo a étendu la marque au marché australien et néo-zélandais.

## Publicité
Bubly a diffusé une publicité mettant en vedette le chanteur canadien Michael Bublé pendant le Super Bowl LIII en 2019, dans laquelle le chanteur prononce à plusieurs reprises le nom de la boisson comme le sien ( boo-BLAY ) plutôt que comme « pétillant », au grand dam d'un vendeur de magasin,. Bubly apparaîtra dans les campagnes publicitaires ultérieures pour la boisson, notamment dans son Canada natal,,, et PepsiCo a lancé pour la première fois une saveur spéciale « Merry Berry Bubly » pour la saison des fêtes en 2021.